# Биббьена
Биббьена (итал. Bibbiena) — коммуна в Италии, расположена в области Тоскана, в провинции Ареццо.
Население коммуны составляет 12574 человека (2008 г.), плотность населения составляет 146 чел./км². Занимает площадь 86 км². Почтовый индекс — 52011. Телефонный код — 0575.
Покровителем коммуны почитается святой Ипполит Римский, празднование 13 августа.

## География
Возле селения Биббьена Аркиано впадает в реку Арно 

## Демография
Динамика населения:

## Администрация коммуны
- Официальный сайт: http://www.comune.bibbiena.ar.it/ Архивная копия от 25 октября 2005 на Wayback Machine

## Города-побратимы
- Булазак (Франция, с 1989)